# ジュール・クルーセル

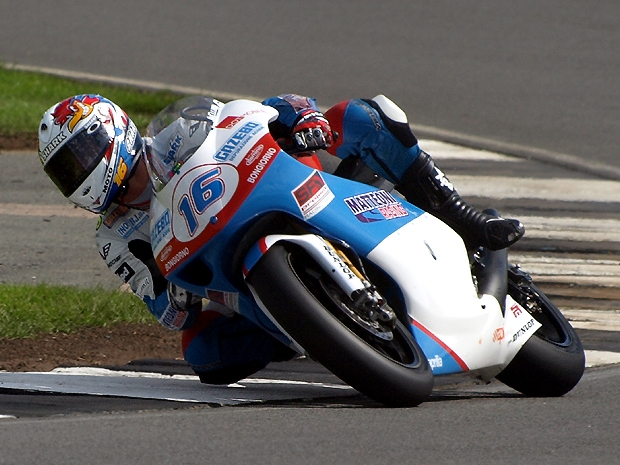
2009年 イギリスGP

ジュール・クルーセル（Jules Cluzel、1988年10月12日 - ）は、フランス・アリエ県モンリュソン出身のオートバイレーサー。2012年シーズンよりスーパースポーツ世界選手権に参戦中。

## 経歴
5歳の時に初めてのバイク、ホンダ・QR50に乗る。6歳から体操競技を始めると、4年連続でオーヴェルニュ地域圏のチャンピオンとなり、フランス国内選手権でも32位となるが、健康上の理由から体操をやめざるを得なくなった。その後レーシングカートを始めると1年目に入門カテゴリでシリーズ3位に入り、その後オーヴェルニュ地域圏の史上最年少チャンピオンとなった。
2輪レースに転向したのは2004年、クルーセル15歳の時と、グランプリライダーとしては比較的遅い時期だった。この年CBR125を駆りフランス国内のジュニアカップに出場し、シリーズ3位に入った。翌2005年はフランス国内のロードレース選手権125ccクラスに参戦、ロードレース世界選手権第4戦フランスGP125ccクラスのレースにはワイルドカード枠で出場、GPデビューを果たした。その後MotoGPアカデミーに参戦し、シーズン終盤2戦にはマラグーティのワークスチームから再びグランプリに出場した。
2006年はエキップ・ド・フランス・チームからロードレース世界選手権250ccクラスに、シルバン・ギュントーリのチームメイトとしてフル参戦デビューを果たした。1年目はシリーズランキング20位、アンガイア・レーシングに移籍した2007年はシリーズ21位と、目立った成績は残せなかった。2008年は125ccクラスに戻り、新規参戦の中国メーカー、ロンシンのチームから参戦した。しかしマシンのパフォーマンスは低く、クルーセルはノーポイントに沈んでしまった。
2009年、マッテオーニ・レーシングから250ccクラスに復帰したクルーセルは、開幕戦カタールGPでいきなり自身初となる表彰台(2位)を獲得する活躍を見せた。その後シーズン中盤は鎖骨の骨折に苦しんだものの、シーズン終盤はトップ集団でのバトルを何度も見せ、シリーズランキング12位の成績を残した。
2010年はフォワード・レーシングから、250ccクラス後継のMoto2クラスに参戦した。同チームは、前年MotoGPクラスに参戦していたハヤテ・レーシングが改名したものである。開幕戦カタールGPで再び優勝争いを展開し、2年連続となる表彰台（3位）を獲得した。そして第5戦イギリスGP、自己最高の2番グリッド（ポールポジションはチームメイトのクラウディオ・コルティ）からスタートしたクルーセルは、最終ラップにトーマス・ルティからトップを奪い、わずか0.057秒差で自身グランプリ初優勝を遂げた。この年の最終成績は17戦中14戦完走、うち11戦でのポイント獲得でランキング7位となった。
2011年も同チームから継続参戦。だがこのシーズンは大きな不振に陥り、昨年制した雨の第6戦イギリスGPで4位に入るのがやっとであった。ノーポイントレースも目立ち、この年はポイント獲得僅か7戦のランキング21位に沈んだ。

## ロードレース世界選手権 戦績
| シーズン | クラス | バイク       | 出走 | 優勝 | 表彰台 | PP | FL | ポイント | シリーズ順位 |
| -------- | ------ | ------------ | ---- | ---- | ------ | -- | -- | -------- | ------------ |
| 2005年   | 125cc  | マラグーティ | 3    | 0    | 0      | 0  | 0  | 0        | -            |
| 2006年   | 250cc  | アプリリア   | 16   | 0    | 0      | 0  | 0  | 15       | 20位         |
| 2007年   | 250cc  | アプリリア   | 17   | 0    | 0      | 0  | 0  | 19       | 21位         |
| 2008年   | 125cc  | ロンシン     | 15   | 0    | 0      | 0  | 0  | 0        | -            |
| 2009年   | 250cc  | アプリリア   | 15   | 0    | 1      | 0  | 0  | 82       | 12位         |
| 2010年   | Moto2  | スッター     | 17   | 1    | 2      | 0  | 1  | 106      | 7位          |
| 2011年   | Moto2  | スッター     | 17   | 0    | 0      | 0  | 0  | 41       | 21位         |
| 合計     |        |              | 100  | 1    | 3      | 0  | 1  | 263      |              |